# Boulazac
Boulazac è un comune francese soppresso e frazione del dipartimento della Dordogna nella regione della Nuova Aquitania. Dal 1º gennaio 2016 si è fuso con i comuni di Atur e Saint-Laurent-sur-Manoire per formare il nuovo comune di Boulazac-Isle-Manoire.

## Società

### Evoluzione demografica
Abitanti censiti

## Amministrazione

### Gemellaggi
- Bibbiena, dal 1989
- Gibilterra, dal 2007
- Bandar Seri Begawan, dal 2003